# Pásztor István (kézilabdázó)
Pásztor István (Cegléd, 1971. június 5. –) magyar válogatott kézilabdázó, olimpikon.

## Pályafutása
Pályafutása legsikeresebb éveit Veszprémben töltötte, a helyi Fotex Veszprém csapatánál. 1993-ban csatlakozott a bakonyi alakulathoz, és tizenöt évvel később, 2008-ban 12-szeres bajnokként, és 11-szeres kupagyőztesként távozott. Három európai kupadöntőben is szerepelt. 2002-ben alulmaradtak az SC Magdeburg elleni EHF-bajnokok ligája döntőben, csakúgy, mint az 1997-es EHF-kupagyőztesek Európa-kupája döntőben. Utóbbi sorozatot 2008-ban sikerült megnyernie, majd pár hónappal később a Balatonfüredi KSE együtteséhez igazolt. 2014-ig játszott az első osztályban, utána a másodosztályú Veszprémi Egyetem SC-hez, majd a Veszprémi KKFT-hez igazolt.
Játékospályafutásának befejeztével 2016-ban a Pénzügyőr SE szakmai igazgatója lett. Emellett 2018-tól az ifjúsági válogatott másodedzőjeként is dolgozik. 2020-ban a Nemzetközi Edzőképző Központban EHF mesteredzői képesítést szerzett. 2022 nyarától az élvonalbeli Ferencvárosi TC vezetőedzője.

## Válogatott
A válogatottban 215 alkalommal szerepelt, három világbajnokságon és négy Európa-bajnokságon, a 2004-es olimpián megszerzett negyedik hely pályafutása talán legnagyobb sikere. 2005-ben meghívták a világválogatottba.

## Sikerei,díjai
- 12-szeres bajnok
- 11-szeres kupagyőztes
- EHF-bajnokok ligája döntős (2002)
- EHF-kupagyőztesek Európa-kupája győztes (2008)
- világválogatott (2005)
- Az év magyar kézilabdázója (1996, 1999, 2001)

## Magánélet
Pásztor István 2010. szeptember 29-én Veszprémben egy kijelölt gyalogátkelőhelyen motorkerékpárjával elgázolt egy 80 éves férfit, aki a helyszínen meghalt. Az élsportoló a 40 kilométeres sebességkorlátozó tábla ellenére 76-80 kilométeres sebességgel hajtott, és az „elütési sebesség" (az igazságügyi műszaki szakértő szerint) legalább 69-76 kilométeresre tehető.
Pásztor István volt magyar válogatott és világválogatott kézilabdázót, aki a baleset idején az első osztályban játszó balatonfüredi kézilabdacsapat kapitánya volt, a bíróság halálos közúti baleset gondatlan okozása miatt nyolc hónap fogházbüntetésre ítélte, öt évre a gépjárművezetéstől is eltiltotta. Miután többször is kegyelmi kérvényt nyújtott be, 2014 decemberében kezdte meg büntetése letöltését, majd öt hónap után, 2015 májusában elhagyhatta a börtönt.